# Championnat de France féminin de handball 1996-1997
Navigation
Saison 1995-1996 Saison 1997-1998
Le championnat de France féminin de handball 1996-1997 est la quarante-sixième édition de cette compétition. Le championnat de Division 1 est le plus haut niveau du championnat de France de ce sport. Dix clubs participent à la compétition.
À la fin de la saison, l'ASPTT Metz-Marly est désigné champion de France, pour la septième fois de son histoire, devant l'ES Besançon.
En bas du classement, l'AS Bondy et le Cercle Dijon Bourgogne sont relégués.

## Clubs participants
Les dix clubs participants à l'édition 1996-1997 sont les suivants :
1. ASPTT Metz (tenant du titre)
2. ES Besançon
3. Stade français Issy-les-Moulineaux
4. Stade béthunois BL
5. ASUL Vaulx-en-Velin
6. Cercle Dijon Bourgogne
7. US Mios
8. Sun A.L. Bouillargues
9. SA Mérignac (1er de D2)
10. AS Bondy (2e de D2)

## Phase finale
Finale
L'ASPTT Metz bat l'ES Besançon par 3 victoires à 1 et remporte le titre de champion de France.
- 1re journée : ASPTT Metz - ES Besançon 26-26 après prolongation - 8 tirs au but à 7
- 2e journée : ES Besançon - ASPTT Metz 22-19
- 3e journée : ASPTT Metz - ES Besançon 22-18
- 4e journée : ES Besançon - ASPTT Metz 19-22

Poule haute
Le Sun A.L. Bouillargues démarre cette phase à la deuxième place avec deux points, étant devancé par l'ASUL Vaulx-en-Velin mais devançant l'US Mios et SA Mérignac
Play-down
Si les joueuses du Stade béthunois BL ont été brillantes en coupe d'Europe des villes (sorties en quart de finale par les Roumaines de Zalau, tenantes du titre), elles ont souvent sombré dans la médiocrité en championnat et retrouvent en play-down le Stade français Issy-les-Moulineaux, le Cercle Dijon Bourgogne et l'AS Bondy.

## Effectif du champion de France
L'effectif de l'ASPTT Metz, champion de France, était, :
Gardiennes de but
- Lenka Černá
- Irina Popova

Joueuses de champ
- Lene Andersen
- Véronique Desailly
- Fabienne Djitli
- Leila Duchemann
- Delphine Guehl
- Corinne Krumbholz
- Stéphanie Moreau
- Nodjialem Myaro
- Virginie Page
- Nathalie Selambarom
- Estelle Vogein
- Isabelle Wendling

Entraîneur
- Bertrand François

## Bilan
| Rang,    | Club                               | Commentaire                                                |
| -------- | ---------------------------------- | ---------------------------------------------------------- |
| 1er      | ASPTT Metz                         | Champion de France et qualifié en Ligue des champions (C1) |
| 2e       | ES Besançon                        | Qualifié en Coupe des coupes (C2)                          |
| 3e       | ASUL Vaulx-en-Velin                | Qualifié en Coupe de l'EHF (C3)                            |
| 4e       | US Mios                            | Qualifié en Coupe des Villes (C4)                          |
| 5e       | SA Mérignac                        | Promu en début de saison                                   |
| 6e       | Sun A.L. Bouillargues              | -                                                          |
| 7e       | Stade français Issy-les-Moulineaux | -                                                          |
| 8e       | Stade béthunois BL                 | Maintenu après les barrages face à Conches                 |
| 9 ou 10e | Cercle Dijon Bourgogne             | Relégué                                                    |
| 9 ou 10e | AS Bondy                           | Promu en début de saison, relégué                          |